# Alireza Dzsahánbahs
Alireza Dzsahánbahs (perzsául: علیرضا جهانبخش, Dzsirande, 1993. augusztus 11. –) iráni válogatott labdarúgó, a Heerenveen játékosa.

## Pályafutása

### A válogatottban
Az  iráni válogatottban 2013. október 15-én mutatkozott be Ázsia-kupa-selejtezőn  Thaiföld ellen. 2014. december 30-án Carlos Queiroz behívta Irán 2015-ös Ázsia-kupán szereplő csapatba. A tornán mindhárom mérkőzésen pályára lépett.
2018 májusában bekerült a válogatott előzetes keretébe a 2018-as labdarúgó-világbajnokságra. Kezdőként lépett pályára a Marokkó és Portugália elleni mérkőzéseken, valamint csereként lépett pályára a Spanyolország elleni találkozón.

## Statisztika

### A válogatottban
Frissítve: 2025. március 25-én.
| Válogatott | Év       | Mérk. | Gólok |
| ---------- | -------- | ----- | ----- |
| Irán       | 2013     | 3     | 1     |
| Irán       | 2014     | 8     | 0     |
| Irán       | 2015     | 6     | 0     |
| Irán       | 2016     | 9     | 2     |
| Irán       | 2017     | 8     | 1     |
| Irán       | 2018     | 9     | 1     |
| Irán       | 2019     | 7     | 2     |
| Irán       | 2020     | 0     | 0     |
| Irán       | 2021     | 8     | 4     |
| Irán       | 2022     | 8     | 2     |
| Irán       | 2023     | 8     | 2     |
| Irán       | 2024     | 15    | 2     |
| Irán       | 2025     | 2     | 0     |
| Összesen   | Összesen | 91    | 17    |